# Église Saint-Pierre de Vinzier
L'église Saint-Pierre de Vinzier, est une église catholique française, située dans le département de la Haute-Savoie, dans la commune de Vinzier. Elle est dédiée à saint Pierre.

## Historique
La paroisse est une création tardive, elle était jusqu'alors filleule de Chevenoz. L'église est construite en 1892 dans le style néogothique, dans le style « ogival », en forme de croix latine. Elle est restaurée en 1995.